# Askersundstidningen Sydnerkingen
Askersundstidningen Sydnerkingen var en dagstidning utgiven 15 december 1890 till 24 december 1891. Tidningen fullständiga titel var Askersundstidningen Sydnerkingen / Nyhets och annonsblad för staden och orten
Redaktionsort var Askersund. Utgivningsbevis för tidningen utfärdades för litteratören Wilhelm Olaus (Olle) Johanson den 5 december 1890. Medarbetare var Hjalmar Forssell till och med 28 mars 1891.
Tidningen trycktes. hos C. Andersson med antikva om typsnitt och hade titelvinjett. Tidningen var endagars med utgivning frsta numret på en måndag, sedan lördagar. Det fyrsidiga bladet hade folioformat med 6 spalter på måtten 54,6 x 38,2 cm i december 1890, men sedan 5 spalter på formatet 53,3 x 39,8 cm. Priset för prenumeration var 3 kronor.